# Principat de Kalhur
El principat de Kalhur (també Kalhurr) fou un petit estat autònom kurd format per la tribu Kalhur. Els prínceps remuntaven el seu origen a Gudarz, fill de Giw, de l'epopeia persa.
Els kalhurs es van dividir en tres branques, la de Palangan (vegeu Sanandadj), la de Dartang i la de Mahidasht (Kirmanshah).
La branca de Dartang (moderna Ridjab al districte de Zohab) i Darna corresponia a l'antic territori d'Hulwan; vers el 1597 el territori del príncep Kubad Beg s'estenia de Dinawar i Bilawar fins a Bagdad. La branca de Mihadahst i Bilawar (al sud del coll de Murwari) era sobretot nòmada i se'n tenen molt poques dades.